# Список водорослей, грибов, лишайников и миксомицетов, занесённых в Красную книгу Волгоградской области
Список водорослей, грибов, лишайников и миксомицетов, занесённых в Красную книгу Волгоградской области включает 2 вида водорослей, 12 видов лишайников, 12 видов грибов и 2 вида миксомицетов.

## Категории статуса редкости
Во втором издании Красной книги Волгоградской области используется следующая шкала категорий статусов редкости:
0 — вероятно исчезнувшие. Виды, последний раз встреченные в природе 25—50 лет назад;
1 — находящиеся под угрозой исчезновения:
а) виды, численность особей которых уменьшилась до такого уровня или число их местонахождений настолько сократилось, что в ближайшее время они могут исчезнуть;
б) виды, практически исчезнувшие, но отдельные встречи особей которых в природе известны в последние 25 лет;
в) виды, в силу крайне низкой численности и/или узости ареала или крайне ограниченного числа местонахождений находятся в состоянии высокого риска утраты;
2 — Сокращающиеся в численности и/или распространении:
а) виды, численность которых сокращается в результате изменения условий существования или разрушения местообитаний;
б) виды, численность которых сокращается в результате чрезмерного использования их человеком и может быть стабилизирована специальными мерами охраны;
3 — Редкие виды:
а) узкоареальные эндемики;
б) имеющие значительный ареал, в пределах которого встречаются спорадически и с небольшой численностью популяций;
в) имеющие узкую экологическую приуроченность, связанные со специфическими условиями произрастания;
г) имеющие значительный общий ареал, но находящиеся в пределах Волгоградской области на границе распространения;
д) имеющие ограниченный ареал, часть которого находится на территории (акватории) Волгоградской области;
4 — Неопределенные по статусу.
5 — Восстанавливаемые и восстанавливающиеся:
а) виды, численность и область распространения которых под воздействием естественных причин или в результате принятых мер охраны начали восстанавливаться и приближаются к состоянию, когда не будут нуждаться в специальных мерах по сохранению и восстановлению;
б) виды, занесенные в Красную книгу РФ, которым на территории области исчезновение не угрожает.

## Сине-зелёные водоросли
| Семейство Ностоковые (Nostocaceae) |                                                                               | |    |
|                                    | Нематоносток плетевидный (Nematonostoc flagelliforme (Berk. et Curt.) Elenk.) | В Волгоградской области ранее встречался в окрестностях Сарепты и у села Липовка Ольховского района, но в настоящее время известен из междуречья Волги и Иловли и окрестностей Эльтона. По информации базы данных AlgaeBase в настоящее время таксон рассматривается как младший синоним Nostoc flagelliforme. | 3б |

## Харовые водоросли
| Семейство Харовые (Characeae) |                                        | |    |
|                               | Хара нежная (Chara delicatula Agardh.) | В Волгоградской области отмечена в озере Сарпа, в пруду Худушном в окрестностях Эльтона и Арчединско-Донских песках. По информации базы данных AlgaeBase в настоящее время таксон рассматривается как младший синоним Chara virgata. | 3в |

## Грибы

### Сумчатые грибы(Ascomycota)
| Семейство Сморчковые (Morchellaceae) |                                               | |    |
|                                      | Сморчок степной (Morchella steppicola Zerova) | В Волгоградской области встречается в различных степях по правому берегу Дона и вдоль Цимлянского водохранилища, а также в Камышинском районе. | 3в |

### Базидиальные грибы(Basidiomycota)
| Семейство Агариковые (Agaricaceae)          |                                                                           | |    |
|                                             | Баттаррея весёлковая (Battarrea phalloides (Dicks.) Pers.)                | Встречается на бугристых песках, суглинках, в полупустынях и сухих степях в Иловлинском, Камышинском и Палласовском районах, а также в окрестностях Серафимовича.   | 3б |
|                                             | Тулостома Джиованелла (Tulostoma giovanellae Bres.)                       | Распространение вида требует уточнения в связи со схожестью с Tulostoma obesum. В области известен из балки Отрада в Кировском районе Волгограда на песчаной почве. | 4  |
| Семейство Мухоморовые (Amanitaceae)         |                                                                           | |    |
|                                             | Мухомор Виттадини (Amanita vittadinii (Moretti) Vittad.)                  | Известен из природных парков «Нижнехопёрский», «Донской» и «Волго-Ахтубинская пойма».                                                                               | 4  |
| Семейство Болетовые (Boletaceae)            |                                                                           | |    |
|                                             | Перечный гриб рубиновый (Rubinoboletus rubinus (W.G. Sm.) Pilát & Dermek) | В области найден лишь в окрестностях хутора Лещев в Ленинском районе.                                                                                               | 3б |
| Семейство Ганодермовые (Ganodermataceae)    |                                                                           | |    |
|                                             | Трутовик лакированный (Ganoderma lucidum (W. Curt.: Fr.) P. Karst.)       | Известен из Чапурниковской балки в окрестностях Волгограда и в природном парке «Волго-Ахтубинская пойма».                                                           | 3г |
| Семейство Гастроспоровые (Gastrosporiaceae) |                                                                           | |    |
|                                             | Гастроспориум простой (Gastrosporium simplex Mattir.)                     | Найден в природном парке «Эльтонский» и в балке Отрада в Волгограде.                                                                                                | 3б |
| Семейство Геастровые (Geastraceae)          |                                                                           | |    |
|                                             | Звездовик сводчатый (Geastrum fornicatum (Huds.) Hook.)                   | Обнаружен в Чапурниковской балке и природном парке «Волго-Ахтубинская пойма».                                                                                       | 3б |
|                                             | Звездовик венчиковидный (Geastrum corollinum (Batsch.) Hollós)            | В области известен только из природного парка «Волго-Ахтубинская пойма» на открытом участке около ерика Судомойка.                                                  | 4  |
|                                             | Мириостома дырчатая (Myriostoma coliforme (Dicks.: Pers.) Corda)          | Известна из байрачных лесов Среднеахтубинского, Иловлинского и Палласовского районов.                                                                               | 3б |
| Семейство Гиропоровые (Gyroporaceae)        |                                                                           | |    |
|                                             | Гиропор каштановый (Gyroporus castaneus (Bull.) Quel.)                    | Известны единичные экземпляры на берёзовых колках Голубинского песчаного массива и по краю поймы Дона на песчаных почвах.                                           | 4  |
| Семейство Феллориниевые (Phelloriniaceae)   |                                                                           | |    |
|                                             | Феллориния геркулесовая (Phellorinia herculeana (Pallas: Pers.) Kreisel)  | Найдена на границе Цимлянского песчаного массива в целинных типчаково-ковыльных степях близ хутора Нижнегнутов.                                                     | 3б |

## Лишайники
| Семейство Мегаспоровые (Megasporaceae)   | | |    |
|                                          | Цирцинария съедобная (Circinaria esculenta (Pall.) Sohrabi)                                                            | Поволжско-Казахстанский вид. В Волгоградской области известен из окрестностей Эльтона, и северной части горы Улаган в Палласовском районе, окрестностей бывшего хутора Караицкого в Иловлинском районе, хутора Полунино в Дубовском районе и бывшего села Белые Глинки и хутора Панфёров в Камышинском районе. | 2а |
| Семейство Пармелиевые (Parmeliaceae)     | | |    |
|                                          | Бриория сивоватая (Bryoria subcana (Nyl. ex Stizenb.) Brodo et D. Hawksw.)                                             | В Волгоградской области известен из Камышинского, Жирновского и Серафимовичского районов. | 3г |
|                                          | Цетрария степная (Cetraria steppae (Savicz) Kärnef)                                                                    | Широко распространена по всей территории области. Занесена в Красную книгу России. | 5б |
|                                          | Флавопунктелия соредиозная (Flavopunctelia soredica (Nyl.) Hale)                                                       | В области находится на северо-восточной границе своего ареала. Известен из «Волго-Ахтубинской поймы», а также Чернышсковского и Нехаевского районов. | 3г |
|                                          | Меланохалея северная (Melanohalea septentrionalis (Lynge) O. Blanco, A. Crespo, Divakar, Essl., D. Hawksw. et Lumbsch) | В области обнаружен в Арчединско-Донских песках, Щербаковской балке, а также в окрестностях станицы Букановской Кумылженского района. | 3в |
|                                          | Тукерманопсис хлорофилловый (Tuckermannopsis chlorophylla (Willd.) Hale in Egan)                                       | Известна из Камышинского, Серафимовичского, Старополтавского и Нехаевского районов. | 3г |
|                                          | Ксантопармелия неровная (Xanthoparmelia loxodes (Nyl.) O. Blanco, A. Crespo, Elix, D. Hawksw. et Lumbsch)              | В области найдена около Столбичей в Камышинском районе и в Серафимовичском районе. | 3в |
|                                          | Ксантопармелия псевдовенгерская (Xanthoparmelia pseudohungarica (Gyelnik) Hale)                                        | В России известна только в Волгоградской области по правобережью Дона от станицы Трёхостровской до Калача-на-Дону, в южной части междуречья Иловли и Волги и в балке Отрада в Волгограде. | 3д |
| Семейство Пельтигеровые (Peltigeraceae)  | | |    |
|                                          | Пельтигера рыжеватая (Peltigera rufescens (Weiss) Humb.)                                                               | В области встречается крайне редко. Известна из Камышинского и Серафимовичского районов. | 4  |
| Семейство Фисциевые (Physciaceae)        | | |    |
|                                          | Торнабея щитконосная (Tornabea scutellifera (With.) J. R. Laundon)                                                     | В области собран один раз в окрестностях хутора Тормосин в Чернышковском районе. Занесён в Красную книгу России (категория 3). | 4  |
| Семейство Рамалиновые (Ramalinaceae)     | | |    |
|                                          | Рамалина головчатая (Ramalina capitata (Ach.) Nyl. ex Cramb.)                                                          | В области вид строго приурочен к выходам твёрдых пород и указан для Серафимовичского, Нехаевского, Камышинского и Ольховского районов. | 3в |
| Семейство Веррукариевые (Verrucariaceae) | | |    |
|                                          | Дерматокарпон матово-красный (Dermatocarpon miniatum (L.) W. Mann.)                                                    | В области известен из окрестностей Жирновска и станицы Кременской Клетского района, а также из Нехаевского района. | 3в |

## Миксомицеты
| Семейство Трихиевые (Trichiaceae)  | |                                                                                    |   |
|                                    | Перихена разношипоспоровая (Perichaena heterospinispora Novozh., Zemly., Schnittler & S. L. Stephenson) | Известна только из балки Кривцовская природного парка «Щербаковский».              | 4 |
| Семейство Дидимиевые (Didymiaceae) | |                                                                                    |   |
|                                    | Дидимий сетчатоспоровый (Didymium reticulosporum Novozh. & Zemly.)                                      | Известен из балки Отрада в Волгограде и в Щербаковской балке близ села Щербатовка. | 4 |